# Theodebert van Meaux
Theodebert (Teutbert, Thibert of Theodoric) was graaf van Madrie in de 9e eeuw uit de familie van de Nibelungiden, en was de zoon van Nibelung I en kleinzoon van Childebrand I en van een edelman uit de familie van de Wilhelmieden.

## Biografie
Het enige dat we met zekerheid kunnen zeggen over deze graaf is dat hij de vader was van Ingeltrude (of Ringarde), die in 822 met koning Pepijn I van Aquitanië trouwde. Maar Jean Depoin, en vervolgens ook Léon Levillain hebben hem gelijkgesteld met een gelijknamige missus dominicus die in 802 door Karel de Grote werd uitgezonden om de door de tegenstander van de bisschop Theodulf ontstane onlusten.
Met zijn echtgenote, waarvan de naam niet is overgeleverd, kreeg hij twee kinderen:
- Robert, paltsgraaf, getrouwd met Aga, dochter van Wicfred, graaf van Bourges;
- Ingeltrude (of Ringarde), echtgenote van koning Pepijn I van Aquitanië.